# 송이토마토
송이토마토(--tomato)는 플럼토마토처럼 길쭉한 모양에 크기와 당도는 방울토마토와 비슷한 토마토 종류이다. 포도처럼 송이 째 수확한다 해서 "송이토마토"나 "줄기토마토"라 불리며, 영어권 등에서는 "포도토마토(grape tomato 그레이프 토마토[*])"로도 알려져 있다. 동남아시아가 원산지로, 1990년대에 전 세계로 널리 퍼졌다.

## 같이 보기
- 토마토
- 방울토마토
- 플럼토마토